# Gran Premio La Torre
Il Gran Premio La Torre è una corsa in linea maschile di ciclismo su strada che si disputa ogni febbraio a Fucecchio, in Italia. Riservata a Elite e Under-23, è parte del calendario della FCI come prova di classe 1.19.

## Albo d'oro
Aggiornato all'edizione 2023.
| Anno      | Vincitore            | Secondo                    | Terzo                       |
| --------- | -------------------- | -------------------------- | --------------------------- |
| 1949      | Enzo Cinelli         |                            |                             |
| 1950      | Athos Rossi          | Silvio Ciampini            | Silvano Nieri               |
| 1951      | Fabio Pippi          | Giorgio Campigli           | Athos Rossi                 |
| 1952-1965 | Non disputato        | Non disputato              | Non disputato               |
| 1966      | Mario Montanari      | Primo Franchini            | Marcello Soldi              |
| 1967      | Alberto Bitossi      | Enzo Rossi                 | Carlo Baglini               |
| 1968      | Nilo Pastine         | Renato Maestrini           | Marcello Luciani            |
| 1969      | Loris Vignolini      | Renato Maestrini           | Fabio Del Bino              |
| 1970      | Battista Casotti     | Marcello Osler             | Francesco Zaneni            |
| 1971      | Sergio Guerrini      | Marcello Osler             | Giovanni Varini             |
| 1972      | Bruce Biddle         |                            |                             |
| 1973      | Claudio Cecconi      | Alessandro Turrini         |                             |
| 1974      | Eliseo Malanca       | Sergio Guerrini            | Claudio Toselli             |
| 1975      | Marcello Caponi      | Fiorentino Porrino         | Rosario Muscaiona           |
| 1976      | Graziano Salvietti   | Walter Santeroni           | Giovanni Buonamici          |
| 1977      | Ivano Maffei         | Pierangelo Morelli         | Guido Bosi                  |
| 1978      | Alessandro Pozzi     | Cesare Sartini             | Mauro Paolini               |
| 1979      | Enrico Pastore       | Daniele Folloni            | Enrico Maestrelli           |
| 1980      | Massimo Fabbrini     | Pedro Caino                | Renato Pastore              |
| 1981      | Stefano Massaglia    | Ezio Baglioni              | Alessandro Biasci           |
| 1982      | Luca Spinelli        | Massimo Capocchi           | Massimo Cerruti             |
| 1983      | Salvatore Caruso     | Roberto Ciampi             | Adriano Gemelli             |
| 1984      | Fabio Patuelli       | Juri Naldi                 | Alessandro Giannelli        |
| 1985      | Riccardo Lisi        | Rolf Sørensen              | Silvano Ciampi              |
| 1986      | Roberto Ciampi       | Edward Salas               | Andrea Michelucci           |
| 1987      | Antonio Mazzon       | Giovanni Farina            | Paolo Antonio Fanelli       |
| 1988      | Enrico Pezzetti      | Giovanni Scatà             | Massimiliano Lunardini      |
| 1989      | Leonardo Canciani    | Maurizio De Pasquale       | Fausto Sassi                |
| 1990      | Michele Bartoli      | Davide Tinivella           | Riccardo Biagini            |
| 1991      | Luca Magrotti        | Elio Aggiano               | Riccardo Biagini            |
| 1992      | Luca Scinto          | Alessandro Baronti         | Paolo Fornaciari            |
| 1993      | Marco Tassinari      | Nicola Castaldo            | Simone Capaccioli           |
| 1994      | Massimo Monti        | Cristiano Mancini          | Mirko Ragoni                |
| 1995      | Michele Ferti        | Alessio Benedetti          | Guido Trentin               |
| 1996      | Rinaldo Nocentini    | Danilo Di Luca             | Manuele Scali               |
| 1997      | Massimo Sorice       | Carmelo Maurici            | Rinaldo Nocentini           |
| 1998      | Mario Foschetti      | Mirko Lauria               | Dimitri Pavi Degl'Innocenti |
| 1999      | Massimo Sorice       | Ivan Fanelli               | Cristian Sambi              |
| 2000      | Dávid Sipőcz         | Pasquale Muto              | Alessandro Borraccino       |
| 2001      | Alessandro Del Sarto | Luca Barla                 | Roman Luhovyj               |
| 2002      | Mario Russo          | Gaetano Del Prete          | Francesco Mannucci          |
| 2003      | Daniele Di Nucci     | Fabio Borghesi             | Emanuele Rizza              |
| 2004      | Andrea Liverani      | Błażej Janiaczyk           | Matteo Alvisi               |
| 2005      | Alex Cano            | Alessandro Formentelli     | Emanuele Rizza              |
| 2006      | Davide Bonuccelli    | Teddy Turini               | Eugenio Loria               |
| 2007      | Uladzimir Autka      | Marco Stefani              | Giuseppe Di Salvo           |
| 2008      | Roberto Cesaro       | Enrico Montanari           | Luca Tosti                  |
| 2009      | Pierpaolo De Negri   | Mariano Fichera            | Aleksandr Serebrjakov       |
| 2010      | Antonio Santoro      | Elia Favilli               | Maksym Averin               |
| 2011      | Michel Fruzzetti     | Nicolas Francesconi        | Luigi Miletta               |
| 2012      | Nicola Testi         | Francesco Manuel Bongiorno | Ivan Balykin                |
| 2013      | Stefano Verona       | Alberto Bettiol            | Leonardo Moggio             |
| 2014      | Mirko Trosino        | Angelo Raffaele            | Michele Viola               |
| 2015      | Davide Martinelli    | Marco Corra                | Alex Turrin                 |
| 2016      | Marco Corra          | Angelo Raffaele            | Simone Bernardini           |
| 2017      | Federico Burchio     | Daniel Savini              | Federico Sartor             |
| 2018      | Alessandro Covi      | Roberto Burbi              | Filippo Rocchetti           |
| 2019      | Samuele Battistella  | Filippo Fiorelli           | Leonardo Tortomasi          |
| 2020      | Leonardo Marchiori   | Michele Gazzoli            | Tommaso Nencini             |
| 2021      | Gabriele Benedetti   | Michele Corradini          | Andrea Colnaghi             |
| 2022      | Nicolò Buratti       | Mattia Petrucci            | Davide De Cassan            |
| 2023      | Immanuel D'Aniello   | Matteo Milan               | Edoardo Zamperini           |